# モートン湾

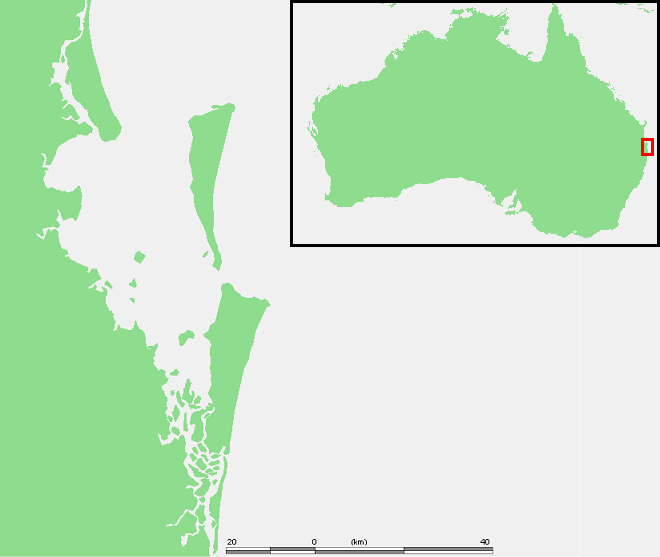
モートン湾の位置

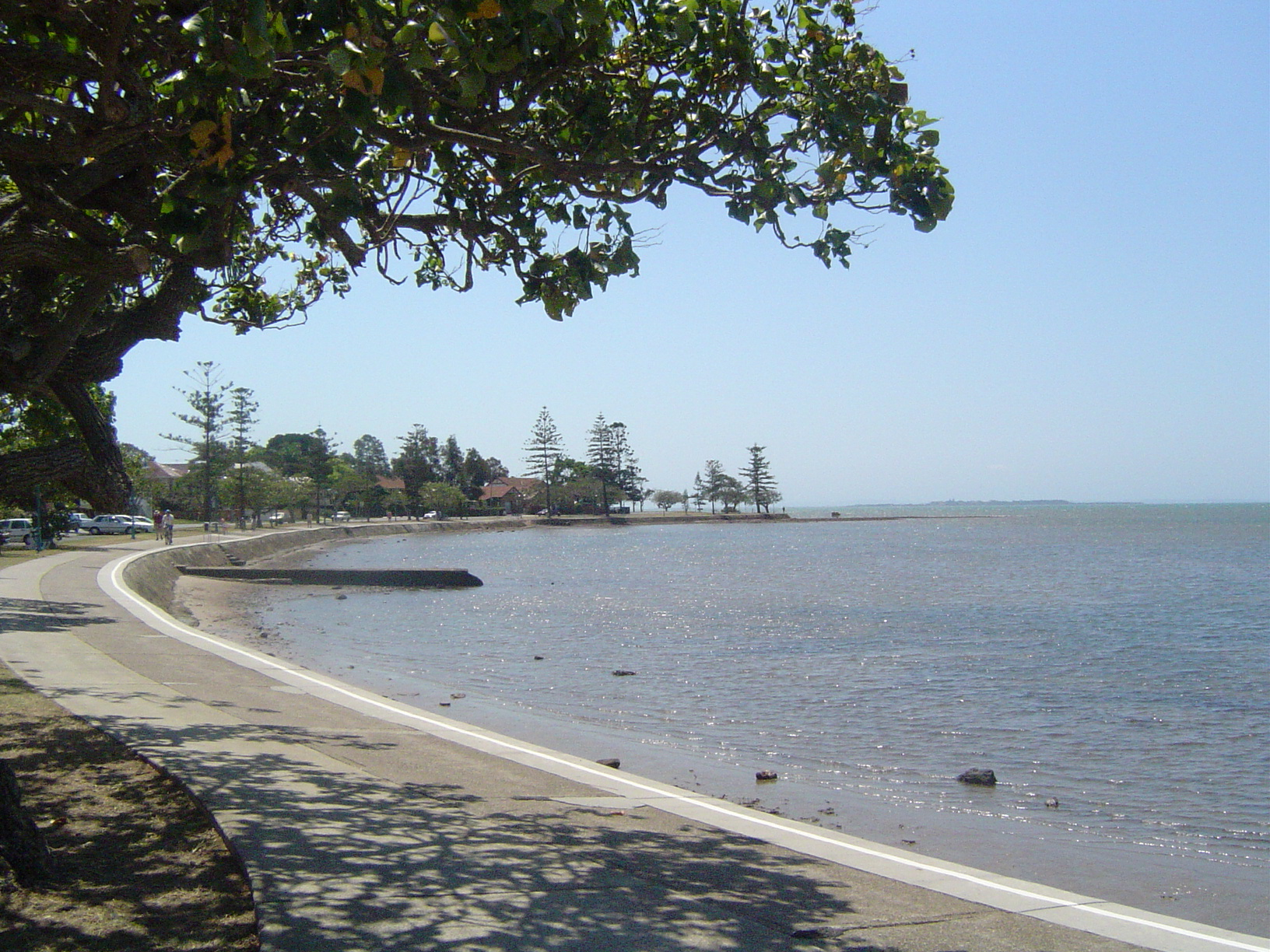
マンリーのビーチ

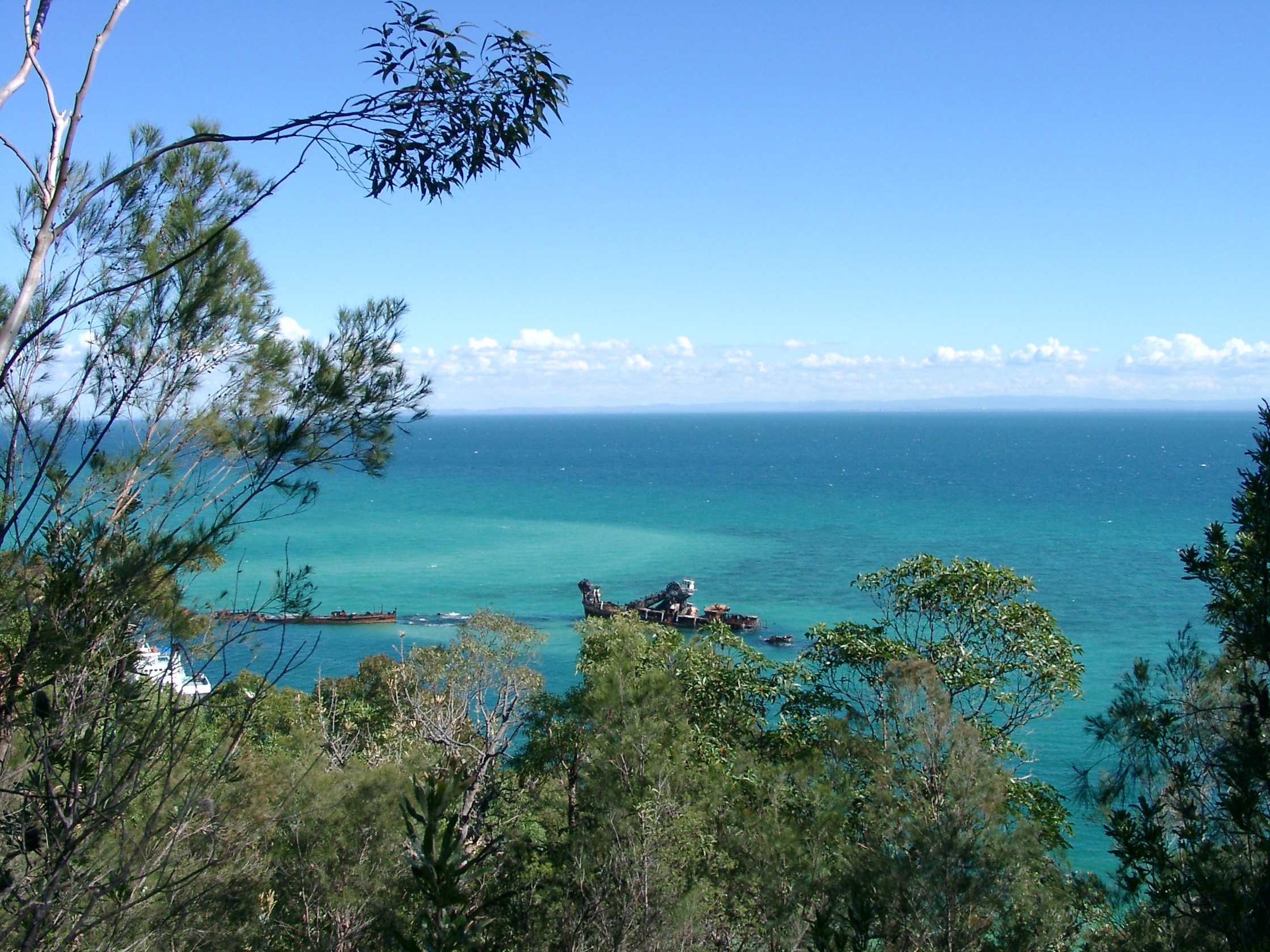
1963年に座礁した船

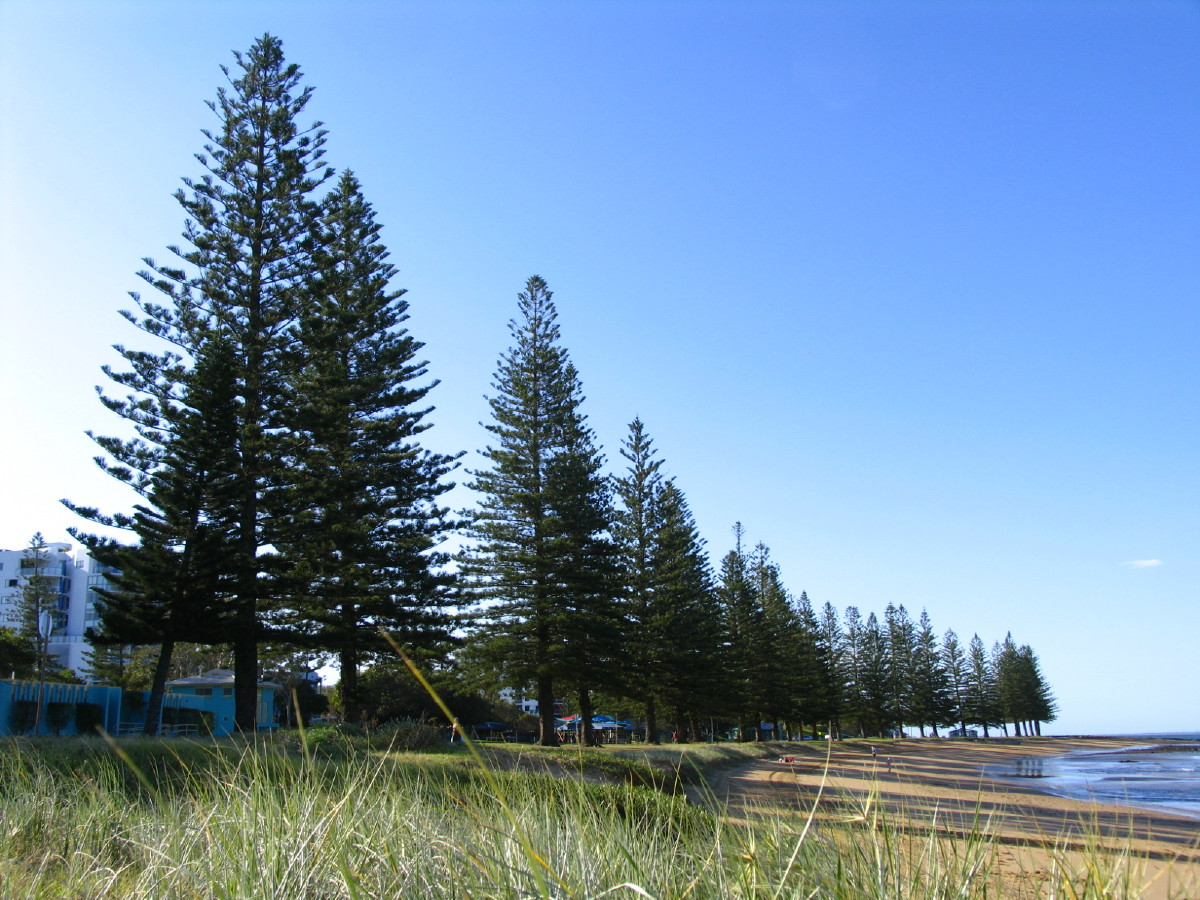
スカボローの風景

モートン湾（Moreton Bay）は、ブリスベン（クイーンズランド州、オーストラリア）東19kmに位置する湾。魚釣りの行楽地、港湾（ブリスベン港）として機能している。

## 歴史
- 約6000年前、氷期終焉時の海面上昇による湾の形成
- 1770年5月15日、ジェームズ・クックはこの地域を通過した際に、王立協会長モートン卿に因んでモートン湾（Moreton Bay）と命名。モートン卿の名前は Morton であるが、クックの最初の航海記に現在の Moreton で記されているのはスペルミスだと考えられている[1]。 (Hawkesworth's Voyages[2])
- 1799年、マシュー・フリンダースはヨーロッパ人で最初に湾内を調査。
- 1823年、ジョン・オクスリーはブリスベン川を調査。受刑者、兵士が上陸。
- 1824年、オクスレイはモートン湾地域で最初の植民地を設置。
- 1830年代、ヨーロッパ人と先住民族（クアンダムーカ族（英語版））の争い、ヨーロッパ人の銃によりアボリジニーを虐殺した[3] 。
- 1850年代までは材木輸送の港として機能していた。

- 2007年9月1日、湾内のボート事故が発生。4人死亡、10人負傷[4]。

## 地理
- 三角江で3つの砂島、モートン島、ノース・ストラドブローク島、サウス・ストラドブローク島（英語版）により太平洋と隔たる。
- 約360の島がある。
- 浅くて砂が多く、海草の藻場、マングローブ、塩性湿地がある[5]。
- Litoria cooloolensis（英語版）、アオウミガメ、オーストラリアウスイロイルカ（英語版）などの動物は生息している[5]。
- 造礁サンゴ分布の南限に近い。1993年にラムサール条約登録地となった[5]。